# Shapis
Shapis là một chi bướm đêm thuộc họ Noctuidae.